# Mazaeras melanopyga
Mazaeras melanopyga là một loài bướm đêm thuộc phân họ Arctiinae, họ Erebidae.